# Гнатюк Василь Олексійович
Васи́ль Олексі́йович Гнатю́к (нар. 20 вересня 1942, село Іванівці, нині Літинського району Вінницької області) — український математик, педагог. Заслужений працівник освіти України (1993). Від 2006 року — перший проректор Кам'янець-Подільського національного університету імені Івана Огієнка.

## Біографія
Василь Олексійович Гнатюк народився 20 вересня 1942 року в селі Іванівці, тоді Хмільницького, а нині Літинського району Вінницької області в багатодітній сім'ї колгоспників Олексія Ілліча та Уляни Феодосіївни Гнатюків. 1959 року закінчив зі срібною медаллю середню школу в сусідньому селі Шевченка. Того ж року вступив на фізико-математичний факультет (спеціальність «Математика і креслення») Київського державного педагогічного інституту (нині Національний педагогічний університет імені Михайла Драгоманова). Серед його викладачів були математики Семен Зуховицький, Микола Давидов, Іван Шиманський, Микола Шкіль.
Доктор фізико-математичних наук Семен Зуховицький організував для математиків усієї України спеціальний семінар із проблем теорії оптимізації, до роботи в якому залучав своїх найкращих студентів. Серед них був і Василь Гнатюк. Участь у цьому семінарі визначила подальший науковий шлях Василя Олексійовича. У червні 1964 року він з відзнакою закінчив інститут, а з жовтня 1964 року вступив до аспірантури цього ж інституту за спеціальністю «Математичний аналіз». Його науковим керівником став Семен Зуховицький. Цього ж місяця Гнатюка призвали до лав Радянської Армії. Військову службу він проходив у складі Групи радянських військ у Німеччині.
У серпні 1965 року Гнатюк звільнився у запас і продовжив навчання в аспірантурі під керівництвом Зуховицького, який тоді вже працював у Москві завідувачем кафедри прикладної математики Московського інженерно-технічного інституту. Порадами та настановами щодо дослідження проблем з теми кандидатської дисертації допомагав також учень Зуховицького — Матвій Прімак.
1968 року, закінчивши аспірантуру, Гнатюк за направленням Міністерства освіти УРСР поїхав на роботу в Кам'янець-Подільський у педагогічний інститут (нині Кам'янець-Подільський національний університет імені Івана Огієнка), де працював спочатку асистентом. 1970 року захистив кандидатську дисертацію «Роз'вязування деяких екстремальних задач у лінійних нормованих просторах».
Василь Олексійович працював старшим викладачем, доцентом, був деканом фізико-математичного факультету.
Діти Юрій та Уляна стали кандидатами фізико-математичних наук. Завдяки постійним консультаціям Василя Гнатюка захистили кандидатські дисертації декан фізико-математичного факультету доцент Віктор Щирба, доцент кафедри геометрії та методики викладання математики Володимир Мойко.